# Vương Khánh Hồng
Vương Khánh Hồng (1944–2018) là nhiếp ảnh gia người Việt Nam từng được nhà nước Việt Nam trao tặng Giải thưởng Nhà nước về Văn học và Nghệ thuật năm 2012. Ông nổi tiếng với những bức ảnh về Trường Sơn trong thời chiến.
Nhiều bức ảnh của ông đã là tài sản quý về Trường Sơn, hai Nhiếp ảnh gia Hoàng Kim Đáng và Vương Khánh Hồng là 2 nghệ sĩ nhiếp ảnh có nhiều ảnh đẹp, ảnh quý về Trường Sơn nhất Việt Nam.

## Tiểu sử
Vương Khánh Hồng sinh năm 1944 tại Thái Lan trong một gia đình cách mạng, quê gốc tại làng Phương Điền, xã Hải Định, huyện Hải Lăng, Quảng Trị, gia đình ông hồi hương về Việt Nam năm 1961, sinh sống ở Hà Nội và cuối cùng định cư tại phố Đinh Tiên Hoàng, quận Hồng Bàng, Hải Phòng.
Em trai kế ông là Vương Khánh Khừu, một chiến sĩ đặc công đã hy sinh năm 1970 và em út là đạo diễn phim tài liệu Vương Khánh Luông.

## Sự nghiệp
Năm 1968, khi đang là cán bộ của Công ty Nhiếp ảnh Hải Phòng, ông nhập ngũ và trở thành phóng viên nhiếp ảnh của Cục Chính trị Bộ Tư lệnh 559 tại chiến trường Trường Sơn. Sau này ông xuất ngũ với quân hàm Thượng úy, trở về làm việc tại Công ty Nhiếp ảnh Hải Phòng cho tới khi nghỉ hưu.
Khi khánh thành Bảo tàng Đường Hồ Chí Minh, Vương Khánh Hồng đã hiến tặng 600 tấm phim gốc của ông về Trường Sơn, vào dịp kỷ niệm 50 năm Ngày truyền thống Bộ đội Trường Sơn ông tiếp tục hiến tặng thêm khoảng 400 tấm phim nữa.
Vương Khánh Hồng qua đời vì đột quị vào ngày 26 tháng 3 năm 2018 tại Hải Phòng.

## Giải thưởng
Bộ ảnh Đường Hồ Chí Minh những năm chiến tranh chống Mỹ mà ông chụp trong mùa khô năm 1972-1973, ở khu vực Binh trạm 32, trên địa phận tỉnh Savannakhet, Lào đã được giải thưởng Nhà nước năm 2012.
| Năm  | Tổ chức trao thưởng                                               | Tác phẩm                                           | Kết quả        | Chú thích   |
| ---- | ----------------------------------------------------------------- | -------------------------------------------------- | -------------- | ----------- |
|      | Liên hoan ảnh nghệ thuật khu vực Đồng bằng Sông Hồng lần thứ VIII | Cánh tay công nghiệp                               | Huy chương Bạc | [ 1 ] [ 6 ] |
| 1974 | Tạp chí Văn nghệ Quân đội                                         | Chiến sĩ gái đơn vị xăng dầu trên đường Trường Sơn | Giải Nhất      | [ 1 ] [ 6 ] |
| 1975 | Tạp chí Văn nghệ Quân đội                                         | Mở đường qua ngầm                                  | Giải Nhất      | [ 1 ] [ 6 ] |